# Eugène Lefèvre-Pontalis
Eugène Amédée Lefèvre-Pontalis, född den 12 februari 1862 i Paris, död den 31 oktober 1923 i Vieux-Moulin, Oise, var en fransk arkeolog. Han var son till Antonin Lefèvre-Pontalis och bror till Germain Lefèvre-Pontalis. 
Lefèvre-Pontalis ägnade sig särskilt åt den gotiska konstens historia och var lärare i arkeologi vid École des chartes. Hans främsta arbete är Architecture religieuse dans l'ancien diocèse de Soissons aux XI:e et XII:e siècles (1894–1896).